# 허이두소보슬로
허이두소보슬로(헝가리어: Hajdúszoboszló)는 헝가리 허이두비허르 주에 위치한 도시로 면적은 238.7km2, 인구는 23,309명(2012년 기준), 인구 밀도는 99.3명/km2이다. 데브레첸(허이두비허르 주의 주도)에서 남서쪽으로 19km 정도 떨어진 곳에 위치한다.

시 문장